# St. Nikolaus (Holtwick)

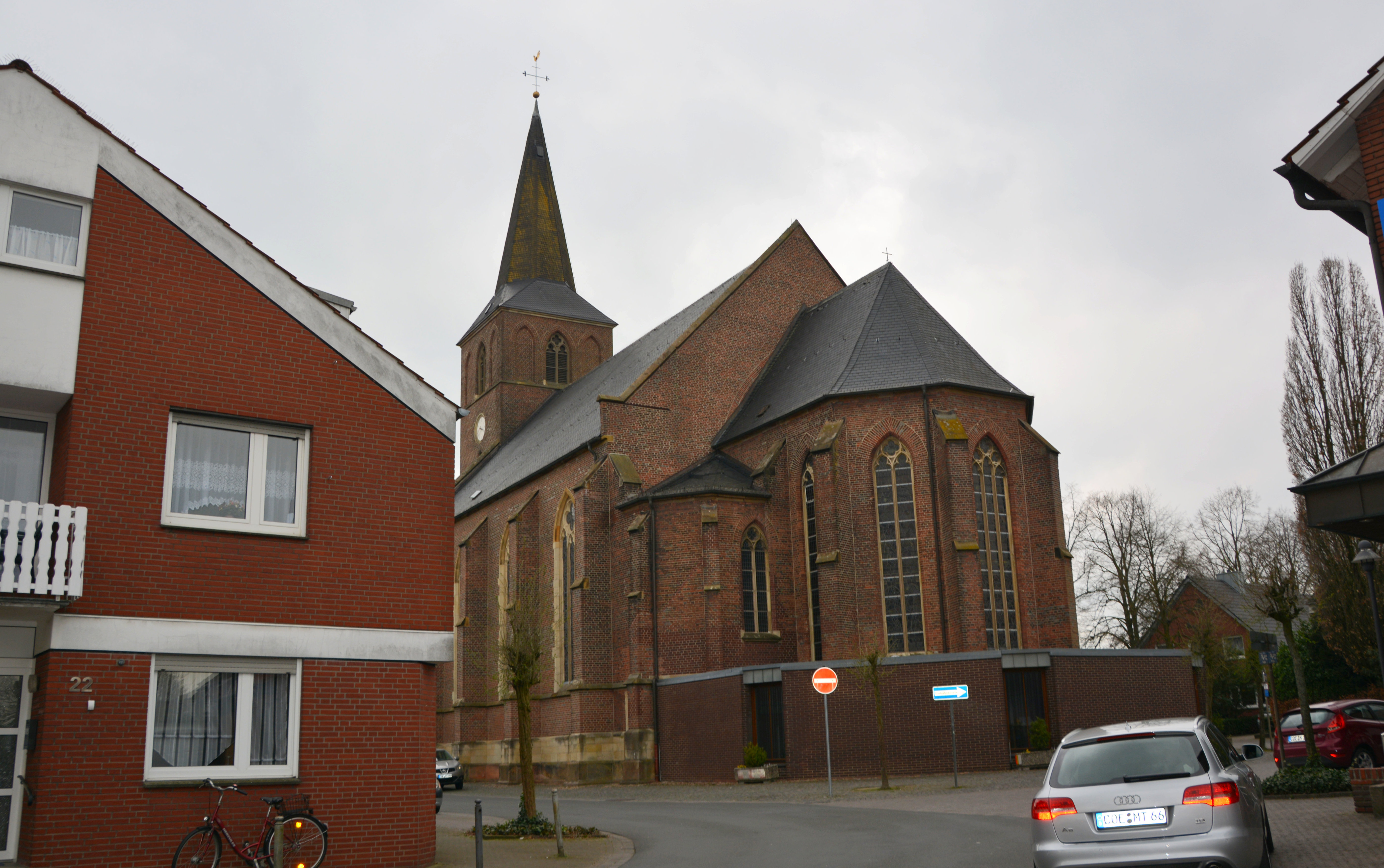
St. Nikolaus Holtwick von Südosten

Die katholische Pfarrkirche St. Nikolaus ist ein denkmalgeschütztes Kirchengebäude in Holtwick, einem Ortsteil von Rosendahl im Kreis Coesfeld (Nordrhein-Westfalen).

## Geschichte und Architektur

### Alte Kirche
Die Pfarre wurde wohl im 13. Jahrhundert von Osterwick aus gegründet, erstmals urkundlich erwähnt wurde sie 1311. in dieser Urkunde wird ein Lubertus als Pfarrer in Holtwick erwähnt, der als Zeuge auftritt. Seit 1692 wurde ein Taufregister und seit 1714 ein Totenregister geführt.
Die Vorgängerkirche war wegen der gewachsenen Zahl der Gläubigen zu klein geworden, ebenfalls hatte sich die Bausubstanz sehr verschlechtert. 1856 stürzte ein Deckengewölbe ein und die Kirche war unbrauchbar. Der Gottesdienst wurde ab da in der Mädchenschule gehalten. Die Kirche wurde abgebrochen, von ihr ist ein Grundriss erhalten. Der Ostchor war rechteckig und im Mittelteil des Kirchenschiffes lag eine Verbreiterung vor. Dies legt den Schluss nahe, dass schmale Seitenschiffe existierten. Es handelte sich hier wohl um eine Stufenhalle mit erhöhtem Mittelschiff und niedrigen Seitenschiffen. In einem bischöflichen Gutachten wird das Gebäude als ein spätromanisch-byzantinischer Bau beschrieben. Er soll recht schlicht, jedoch gefällig im Detail gewesen sein.

### Neue Kirche
Die neugotische, dreischiffige Hallenkirche wurde von Emil von Manger in der Zeit von 1857 bis 1860 errichtet und in der Nachfolgezeit mehrfach verändert. Manger entwarf auch den endgültigen Bauplan. Der Bau wurde über einem Natursteinsockel aus Ziegeln gemauert. Zwei Bandgesimse grenzen das untere und das obere Turmgeschoss voneinander ab. Dazwischen, oberhalb der Dachtraufe, befinden sich schmale Maßwerkblenden, darüber sind mittig die Zifferblätter der drei Turmuhren. An der Nordseite des Turms führt ein Treppenturm nach oben. Die Westwand ist durch das Hauptportal und zwei Seitenportale gegliedert. 1922 wurde von dem Architekten Wilhelm Sunder-Plassmann eine Kapelle geplant, die sich über die ganze Jochbreite erstreckt. Sie wurde an die Nordseite angefügt. Das östliche der beiden Chorjoche ist durch fünf Chorfenster gegliedert. In dem anderen Chorjoch befand sich ursprünglich eine Sängerhalle mit Orgelbühne und eine an der Südseite befindliche Sakristei. Die Nordkapelle öffnet sich in zwei spitzbogigen Arkaden zum Chor. Die Kapelle an der Südseite ist durch einen spitzbogigen Durchgang vom Seitenschiff aus erschlossen.

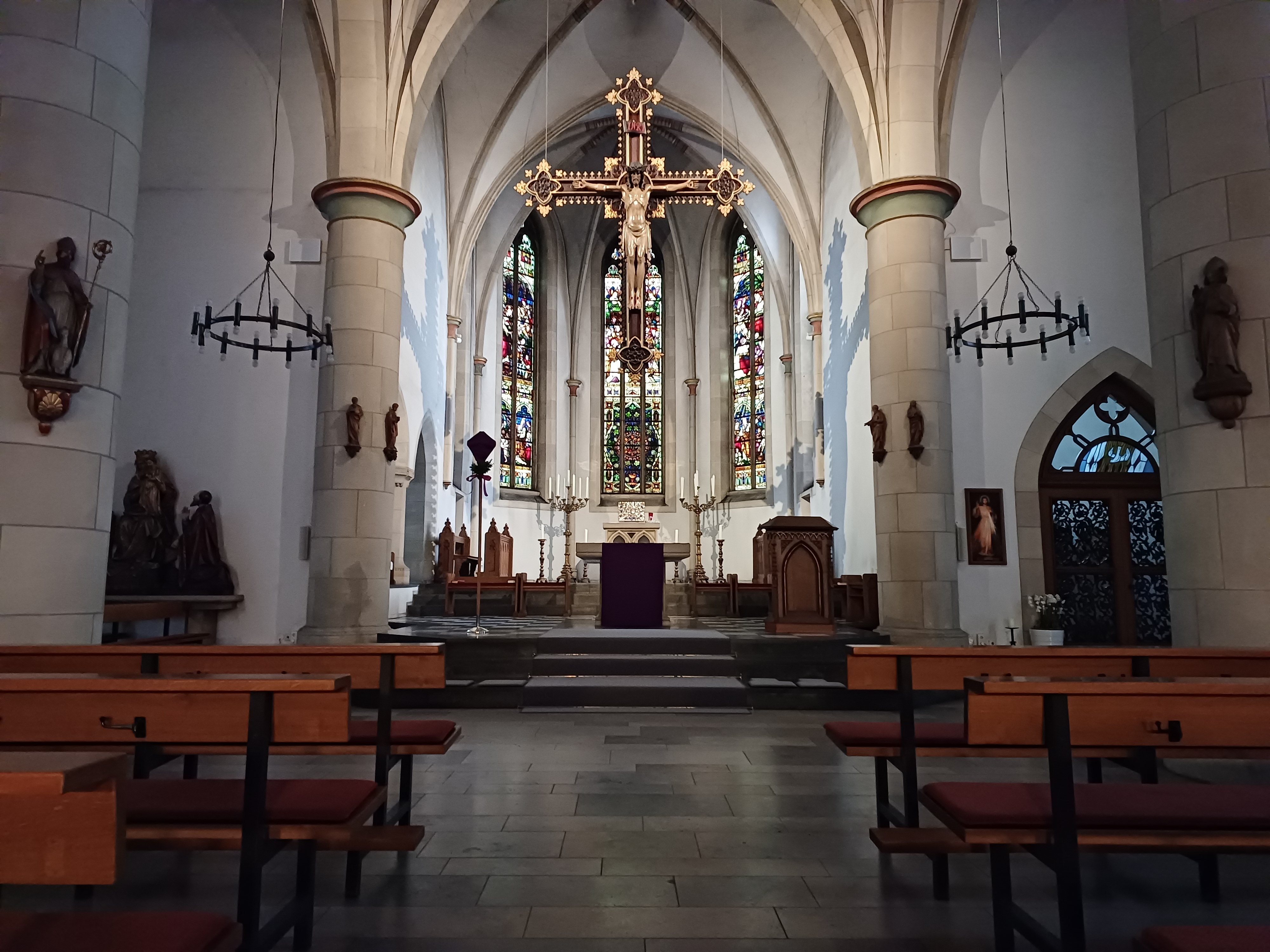
Altarraum mit Triumphkreuz

Der Chor wurde von 1969 bis 1970 modern umgebaut, um so größere Sakristeiräume zu bekommen. Die Orgelbühne ragt keilförmig in das Mittelschiff, sie wird von zwei Pfeilern gestützt. Über der Empore öffnet sich ein Spitzbogen zum unteren Turmgeschoss. Wegen des Einbaus einer Fußbodenheizung musste das Niveau des Schiffes angehoben werden. Nun führen zwei Stufen zum Haupteingang hinab. Die Kreuzrippengewölbe ruhen auf hohen Sockeln und Rundpfeilern. Die Schlusssteine zeigen unter anderem ein Lamm mit einer Kreuzfahne und das Wappen der Familie Droste zu Vischering. Von 1969 bis 1970 wurde wegen der Bestimmungen des zweiten Vatikanischen Konzils eine grundlegende Umgestaltung des Chores vorgenommen. In den Jahren 1984 und 2005 erhielt der Innenraum einen neuen Anstrich. Es wurden mehrere Bildwerke und sakrale Gegenstände aus den vergangenen 150 Jahren wieder an ihren ursprünglichen Platz verbracht. Von der Ausmalung des Chorraumes im Jahr 1860 wurden 2005 einige Stellen freigelegt.
Die Farbfenster mit eucharistischen Themen wurden 1921 bei Derix angefertigt.

### Turm mit Glocken

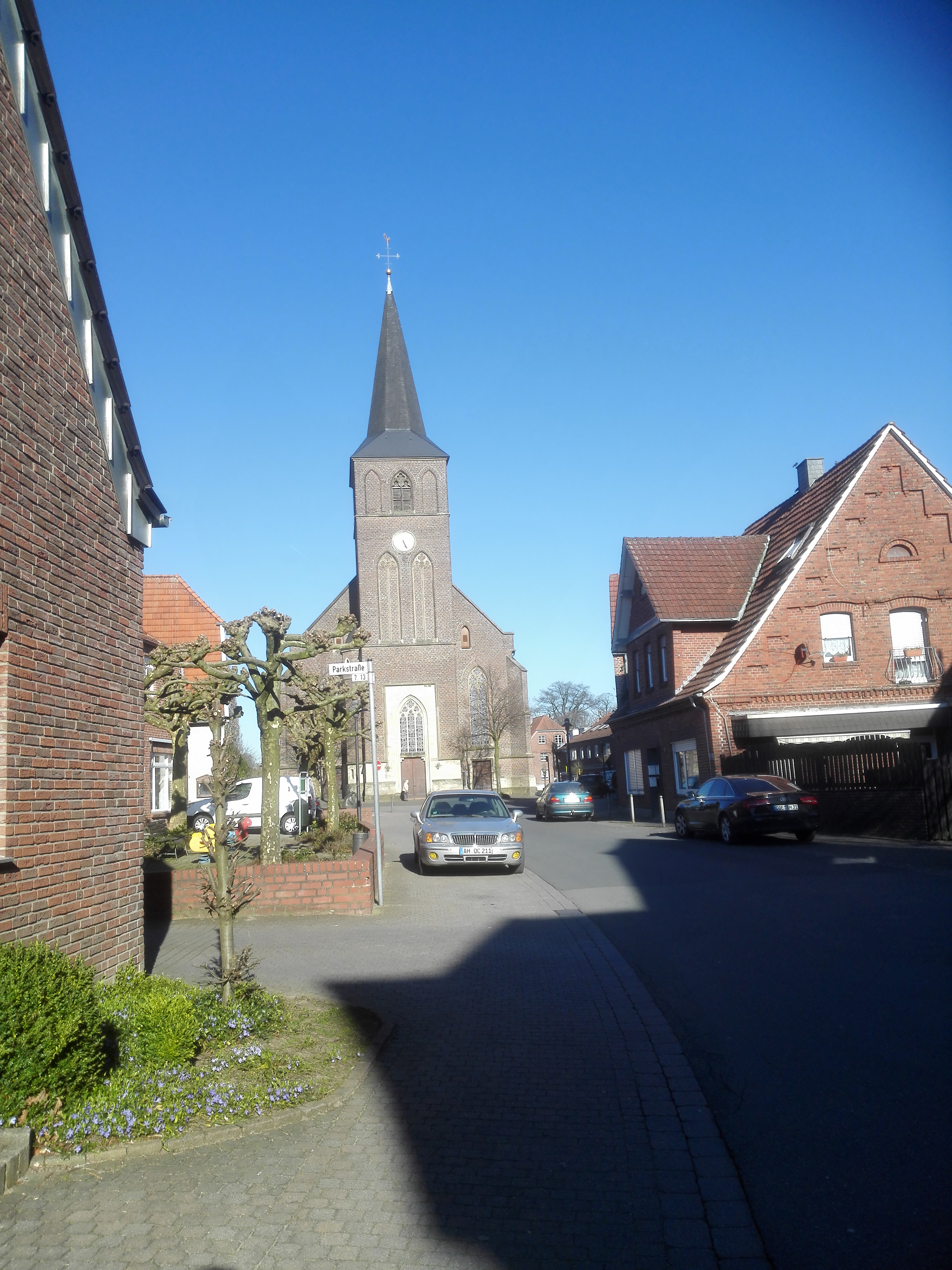
Turm (von Westen)

Der 56 Meter hohe Turm prägt das Ortsbild des Dorfes. Er ist mit fünf Glocken ausgestattet:
| Nr. | Name     | Gießer            | Gussjahr | Ton  |
| --- | -------- | ----------------- | -------- | ---- |
| 1   | Joseph   | P&E               | 1964     | cis' |
| 2   | Nikolaus | Friedrich Schweys | 1757     | dis' |
| 3   | Nikolaus | Friedrich Schweys | 1757     | fis' |
| 4   | Anna     | P&E               | 1964     | gis' |
| 5   | Maria    | Wolter Westerhues | 1507     | ais' |

### Beichtkapelle
Zur Beichtkapelle führen Türen mit Holzschnitzereien, Darstellungen von Engeln und Vögeln. Die Rebzweige stammen vom alten, neugotischen Kanzelaufgang. Das Glasfenster mit der Darstellung einer Taube sowie sieben Feuerzungen war ursprünglich in der ehemaligen Kapelle des Holtwicker St.-Joseph-Hospital eingebaut. Der Beichtstuhl wurde vom Bildhauer Kindt aus Münster aus zwei alten Beichtstühlen angefertigt. Bemerkenswert ist der neugotische Grabstein für Pfarrer Johann Gerhard Wessels, der vorher bei den Priestergräbern auf dem alten Holtwicker Friedhof aufgestellt war.

## Ausstattung

### Neuer Altar
Der neue Zelebrationsaltar wurde 1971 vom Weihbischof Laurenz Böggering geweiht. In einem kleinen Grab werden die Reliquien der Heiligen Urbanus und Lucius aufbewahrt. Vorher befanden sich die Reliquien in der Mensa des 1922 geweihten Hochaltares. Als Altarsockel fand ein in Sandstein gehauenes Rosenkreuz vom ehemaligen Marien- und Rosenaltar Verwendung.

### Kirchenschatz
- Der Kirchenschatz besteht aus Messkelchen, Ziborien und Monstranzen. Eingravierte Weihesprüche deuten auf die Vorbesitzer. Ein feuervergoldetes Ziborium wurde 1692 von Anna Freifrau Droste zu Vischering gestiftet. Eine Turmmonstranz aus der Zeit um 1680 ist ein bedeutendes Werk der Goldschmiedekunst; sie befindet sich seit 1909 im Westfälischen Landesmuseum für Kunstgeschichte. Eine 1909 gekaufte Monstranz aus vergoldetem Silber aus der Werkstatt von Johann Aloys Bruun wird heute in der St.-Josef-Kirche in Coesfeld-Stevede genutzt. Bemerkenswert ist ein Messkelch aus der Werkstatt Ewald Balke vom 18. Jahrhundert. Er trägt die Inschrift der vikarie zu Holtwicke von der Gemeinheit gegeben.

### Sonstige Ausstattung
- Der Tabernakel wurde 1971 in der Werkstatt für sakrale Goldschmiedekunst, Wilhelm Polers, in Kevelaer angefertigt
- Der spätgotische,  zylindrische Taufstein ist von der Mitte des 13. Jahrhunderts. Er ist mit Blättern, Blüten und Ranken verziert. 1967 wurde für die Taufe ein schwerer Bronzedeckel angefertigt, der die Taufe des Johannes, sowie einen Pelikan zeigt.
- Zu dem Deckel des Taufsteins passend wurden 1967 ein Mosaikwandkreuz und der Leuchter für die Osterkerze gefertigt.
- Die Figur des Antonius Abt. aus Holz wurde zu Anfang des 16. Jahrhunderts gefertigt. Die Figur wurde 2007 gestohlen und durch eine Nachbildung aus einer Zillertaler Werkstatt ersetzt. Im Volksmund wird die Figur Schwinetuens genannt.
- Die ehemals gefasste Holzfigur eines Bischofs ist eine Arbeit vom Ende des 15. Jahrhunderts. Hände und Bischofsstab wurden 1984 ergänzt.
- Die Pietà aus Sandstein von 1678 steht auf einer Konsole mit dem Wappen der Familie Droste-Lülstorf. Sie wurde vermutlich in der Werkstatt der Familie Meyering geschaffen.
- Für die Gestaltung des Ambos wurde ein Teil der ehemaligen Kanzel benutzt.
- Die Figuren der vier Evangelisten an den Chorpfeilern, waren Bestandteil der ehemaligen Kanzel.
- Der Kreuzweg besteht aus 14 Stationen, er ist eine Arbeit des Kunstmalers Dominikus Mossler aus Münster.
- Das Bildnis der immerwährenden Hilfe hing vorher in der Kapelle des Holtwicker Josef-Hospitals.
- Die Kreuzigungsgruppe von 1922 befand sich vorher in der Tauf- und Kriegergedächtniskapelle, in der 1996 ein Feuer ausbrach, sie fand ihren Platz am ehemaligen Antoniusaltar.
- Die Figur des Hl. Liudger wurde 2009 gestiftet. Die Figur stellt den ersten Bischof von Münster dar, sie wurde im 17. Jahrhundert geschnitzt. Als Attribute sind der Bischofsstab und eine Gans beigegeben.
- Ein gotischer Christuskorpus wurde 1971 von Heinrich Gerhard Bücker auf ein neues Kreuz aus Mooreiche aufgebracht. Das Kreuz wird in der Priestersakristei aufbewahrt und bei der Karfreitagsliturgie zur Kreuzverehrung genutzt.
- Die Muttergottes mit Jesuskind sowie die beiden Assistenzfiguren – der Heilige Dominikus und Papst Sixtus IV. – gehörten zu einem Rosenkranzaltar. Dieser befand sich seit 1913 in St. Nikolaus und war ein Geschenk der Pfarrgemeinde an den damaligen Pfarrer Gottfried Neuhaus aus Anlass seines 50-jährigen Priesterjubiläums 1914. Die Figuren stammen aus der Werkstatt für Kirchenkunst des Klever Künstlers Heinrich Haas.Figuren des ehemaligen Rosenkranzaltares (1913)

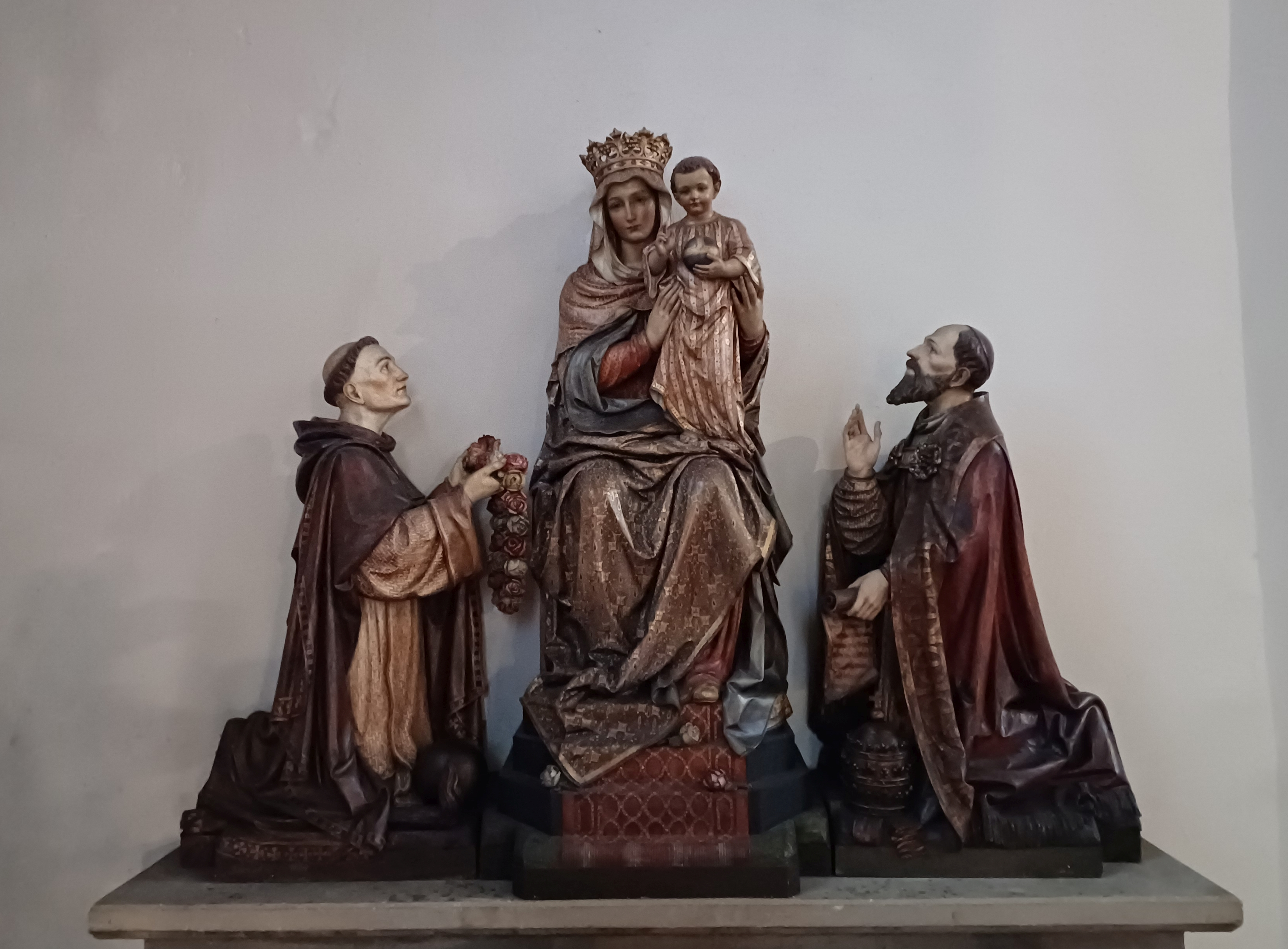
Figuren des ehemaligen Rosenkranzaltares (1913)